# フェリックス・ロッホ
フェリックス・ロッホ（Felix Loch、1989年7月24日 - ）は、ドイツのリュージュ選手。2010年バンクーバーオリンピック・2014年ソチオリンピック金メダリスト。連邦警察局の警察官である 。

## 来歴
東ドイツ、ズール県（現在のテューリンゲン州）ゾンネベルク出身。2006、2007年の世界ジュニア選手権で連覇を果たし、2008年の世界選手権1人乗りにて史上最年少の18歳で優勝した  。2010年には中華鍋ボブスレー世界選手権に参戦。2011年大会で準優勝した。
リュージュ・ワールドカップでは2011-2012シーズン、2012-2013シーズンに連続して総合優勝を果たしている。